# Patrick Rakovsky
Patrick Rakovsky (Olpe, 2 giugno 1993) è un calciatore tedesco, portiere del Phoenix Rising.

## Palmarès

### Club

#### Competizioni nazionali
- USL Championship: 2

Orange County: 2021
Phoenix Rising: 2023